# Dólar bahameño
El dólar bahameño (en inglés: Bahamian dollar, o simplemente dollar) es la moneda oficial de las Islas Bahamas desde 1966, cuando sustituyó a la libra bahameña con un ratio de 1 dólar por cada 7 chelines, permitiendo así la paridad con el dólar estadounidense —paridad que se mantiene en la actualidad—, lo que explica la inusual existencia de la moneda de 15 centavos, ya que su valor equivalía aproximadamente al de un chelín.
Normalmente se abrevia con $, o más comúnmente con B$ para diferenciarlo de las demás denominaciones en dólares de otros países. Está dividido en 100 centavos.
El dólar bahameño es emitido por el Banco Central de las Bahamas; se divide en 100 centavos, y existen en circulación monedas de 1, 5, 10, 15, 25 y 50 cents y de 1, 2 y 5 dólares (aunque estas tres últimas raramente), además de billetes de ½, 1, 3, 5, 10, 20, 50 y 100 dólares.

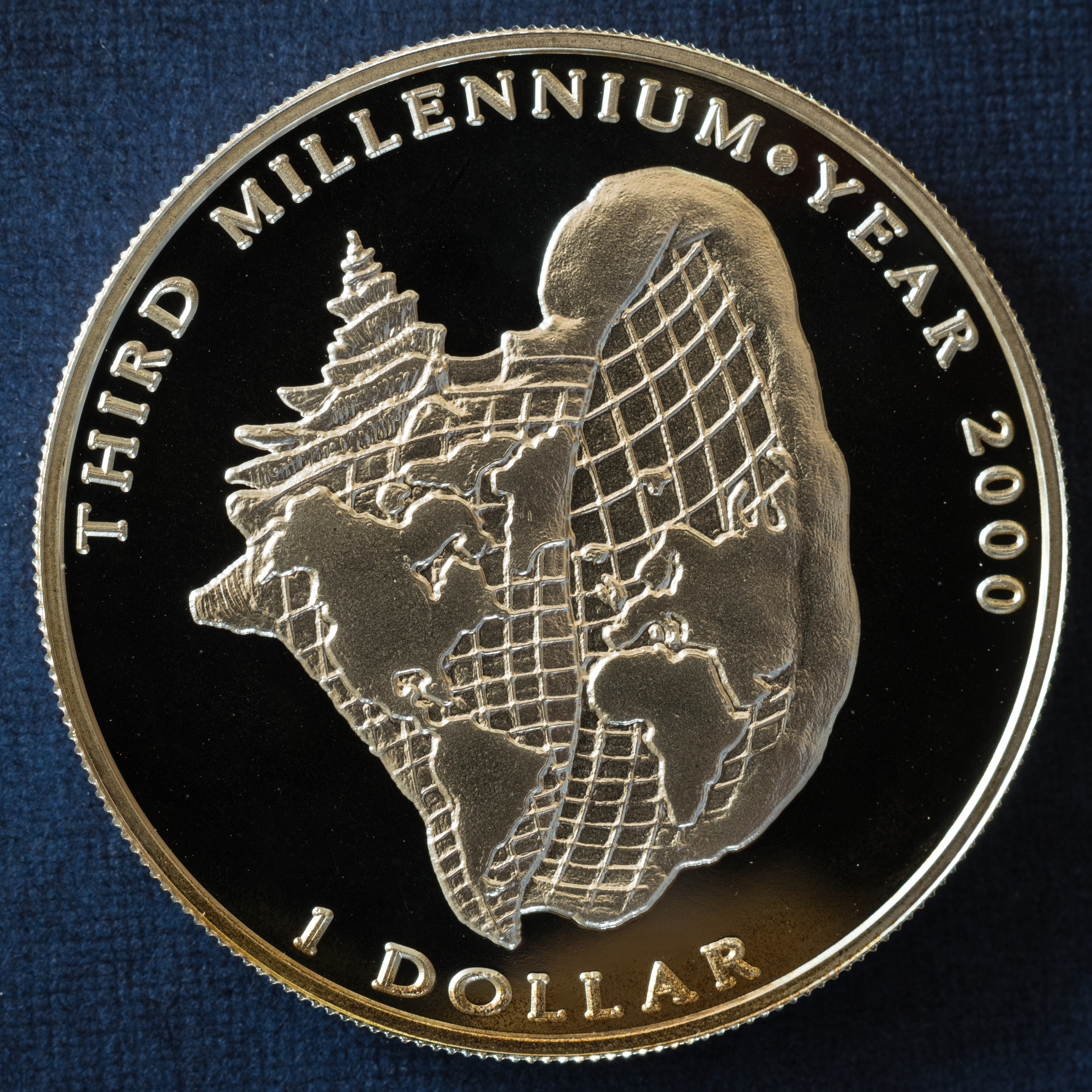
Una moneda de un dólar bahameño en conmemoración del nuevo milenio (es decir el).